# Asociația Egipteană de Fotbal
Asociația Egipteană de Fotbal (arabă الاتحاد المصري لكرة القدم) este forul ce guvernează fotbalul în Egipt. Se ocupă de organizarea echipei naționale și a campionatului.